# Concilium (revista)
A Revista Internacional de Teologia Concilium teve seu primeiro número publicado no dia 15 de janeiro de 1965, antes do encerramento do Concílio Vaticano II, que ocorreu no dia 8 de dezembro de 1965. Na época, o primeiro número foi entregue a todos os padres conciliares.
Entre os colaboradores daquela número, estava o teólogo Joseph Ratzinger (futuro Papa Bento XVI), autor do artigo "As implicações pastorais da doutrina da colegialidade dos bispos".
A Concilium passaria a ser qualificada como uma publicação "de ruptura" com a tradicional teologia católica.
Dentre os teólogos a publicarem artigos nos primeiros anos, merecem destaque os dominicanos Edward Schillebeeckx e Yves Congar, o jesuíta Karl Rahner, Hans Küng, Johann Baptist Metz e Walter Kasper. O primeiro editor foi Paul Brand. O primeiro presidente foi Anton von den Boogaard.
Nos primeiros anos eram publicadas 10 edições por ano, que eram divididas em 10 seções: Sagrada Escritura (exegese), Dogma, Moral, Igreja e Mundo (teologia fundamental), Pastoral (teologia prática), Liturgia, História da Igreja, Espiritualidade, Direito Canônico e Ecumenismo. Chegou a ser editada em onze diferentes línguas: francês, alemão, inglês, holandês, espanhol, português e italiano, polonês, japonês, sérvio e croata.
A partir de 1984, foram introduzidas mais duas seções produtivas: "Terceiro Mundo" e "teologia das mulheres".
A partir de 1997, a revista passou a abordar os grandes temas do debate cultural e teológico, conjugando interdisciplinaridade e interculturalidade, articulando-os em cinco áreas temáticas, correspondentes a cinco fascículos anuais:
1. fé cristã;
2. ética e forma de vida;
3. Igreja e ecumene;
4. religião e religiões;
5. perspectivas globais[1] [2].